# Zakaria Tamer
Zakaria Tamer (arabisch زكريا تامر, DMG Zakariyā Tāmir; * 2. Januar 1931 in Damaskus), auch bekannt unter der Schreibweise Sakarija Tamer, ist ein syrischer Schriftsteller und Kulturjournalist. Er zählt zu den Altmeistern der arabischen Kurzgeschichte und gilt als einer der bekanntesten Vertreter der syrischen Literatur.

## Biografie
Mit dreizehn Jahren musste Tamer vorzeitig die Schule verlassen und arbeitete zunächst als Schmied, um seiner Familie zu helfen. Dennoch setzte er seine Ausbildung nachts fort und las arabische und ausländische Autoren.
Seine ersten Kurzgeschichten wurden Ende der 1950er Jahre in Zeitungen veröffentlicht. Sein Talent erregte die Aufmerksamkeit des syrischen Dichters Yusuf al-Khal, Herausgeber der Zeitschrift Shi’r, der 1960 beschloss, Zakarias erste Sammlung Saheel al-Jawad al-Abyad (Das Wiehern des weißen Pferdes) zu veröffentlichen. Seitdem zählt Tamer in der arabischen Öffentlichkeit zu den bekanntesten Prosaautoren. In seinem Werk stellt er Figuren der arabischen literarischen Tradition in neue Zusammenhänge und spielt dabei auch auf die Gegenwart seiner Leser an. Nach langjähriger Tätigkeit als Angestellter im syrischen Kulturministerium und beim staatlichen Fernsehen übersiedelte er 1981 nach Großbritannien, wo er auch als Kulturjournalist für arabische Zeitungen und Zeitschriften tätig war.
Tamers Geschichten sind oft volksmärchenhaft und zeichnen sich durch ihre scheinbare Einfachheit und gleichzeitig die Vielschichtigkeit ihrer zahlreichen Bezüge aus. Sie haben oft eine satirische Aussage und stellen eine surrealistische Protestform gegen politische oder soziale Unterdrückung und Ausbeutung dar. Die meisten seiner Geschichten behandeln die Unmenschlichkeit der Menschen gegeneinander, die Unterdrückung der Armen durch die Reichen und der Schwachen durch die Starken. Dabei spiegeln sie die politischen und sozialen Probleme in Syrien und der arabischen Welt wider.
Tamer veröffentlichte elf Sammlungen von Kurzgeschichten, zwei Sammlungen satirischer Artikel und zahlreiche Kinderbücher. Seine Werke wurden in mehrere Sprachen übersetzt, darunter zwei Sammlungen auf Englisch: Tigers on the Tenth Day (übersetzt von Denys Johnson-Davies, 1985) und Breaking Knees (Juni 2008). Für seine Werke wurde er mit mehreren Literaturpreisen ausgezeichnet.
Auf Deutsch erschienen die Sammlungen mit Erzählungen Frühling in der Asche sowie Die Hinrichtung des Todes.

## Auszeichnungen
- Sultan Bin Ali Al Owais Cultural Foundation Prize for Stories, Novels and Drama, 2001
- Syrian Order of Merit, 2002
- Cairo First Short Story Prize, 2009
- Blue Metropolis Literary Prize, 2009
- Mahmoud Darwish Award for Freedom and Creativity, 2015

## Ausgewählte Werke
- 1960: Das Wiehern des weißen Pferdes
- 1970: Der Donner.
- 1987: Frühling in der Asche: syrische Erzählungen. Aus dem Arabischen von Wolfgang Werbeck. Basel: Lenos, ISBN 978-3-85787-158-0

- 2000: Tiger am zehnten Tag.
- 2004: Die Hinrichtung des Todes. Unbekannte Geschichten von bekannten Figuren. Aus dem Arabischen von Hartmut Fähndrich und Ulrike Stehli-Werbeck. Basel: Lenos ISBN 978-3-85787-357-7
- 2005: Der Igel.